# Lega Nazionale A 1994-1995 (calcio femminile)
La Lega Nazionale A 1994-1995, campionato svizzero femminile di prima serie, si concluse con la vittoria del DFC Berna.

## Classifica
|  | Pos. | Squadra           | Pt | G  | V  | N | P  | GF | GS | DR  |
|  | ---- | ----------------- | -- | -- | -- | - | -- | -- | -- | --- |
|  | 1.   | Berna             | 34 | 20 | 16 | 2 | 2  | 69 | 25 | +44 |
|  | 2.   | Seebach           | 29 | 20 | 12 | 5 | 3  | 76 | 34 | +42 |
|  | 3.   | Blue Stars Zurigo | 21 | 20 | 9  | 3 | 8  | 44 | 37 | +7  |
|  | 4.   | Schwerzenbach     | 19 | 20 | 9  | 1 | 10 | 46 | 34 | +12 |
|  | 5.   | Rapid Lugano      | 15 | 20 | 5  | 5 | 10 | 40 | 69 | -29 |
|  | 6.   | Bethlehem         | 2  | 20 | 2  | 1 | 17 | 23 | 99 | -76 |

Legenda:

      Campione di Svizzera.
Note:

Due punti a vittoria, uno a pareggio, zero a sconfitta.
Bethlehem penalizzato di un punto in classifica.